# Никольское (Лесной район)
Нико́льское — село в Лесном муниципальном округе Тверской области. 

## География
Село расположено в 17 километрах к северо-востоку от районного центра села Лесное, на автодороге 28К-0874 Лесное — Пестово.

## История
В 1770 году в селе была построена деревянная Спасская церковь с 3 престолами. 
В Списке населенных мест Весьегонского уезда 1859 года значится владельческое село Никульское с православной церковью (125 вёрст от Весьегонска, 9 дворов, 111 жителей).
По данным 1889 года: Никольская волость, село Никольское — 20 дворов, 120 жителей, бывшие помещичьи крестьяне; при селе усадьба помещика; священнослужители живут в посёлке Мешково в ½ версте. В селении 2 колодца и 1 пруд. Дети обучаются в селе в земской школе. Промыслы: лесной (рубка и возка леса, дров), гонка дегтя, плотничество.
В 1914 году прихожан Спасской церкви в селе Никольском и в деревнях Дудкина, Шернино, Солнцева, Шакшина, Ерасимова, Дуброва, Патрово, Лукатино, Мартьянцево, Вышутино, Корочкино, Изосимово, Иванцево, Желобиха, Лопастино — 1157 человек.
В 1919 году в Никольском 37 дворов, 119 жителей. В 1921 году село центр одноимённого сельсовета одноимённой волости Весьегонского уезда. В конце 1930-х годов Никольское в Лопастинском сельсовете Лесного района Калининской области.
В 1970 −80-х годах в Никольском сельсовет, центральная усадьба совхоза «Никольский», восьмилетняя школа, детсад, клуб, библиотека, отделение связи, медпункт, столовая, магазин. В 1997 году — 86 хозяйств, 179 жителей.
С 1929 года село являлось центром Никольского сельсовета Лесного района Бежецкого округа Московской области, с 1935 года — в составе Калининской области, с 1994 года — центр Никольского сельского округа, с 2005 года — в составе Бохтовского сельского поселения, с 2019 года — в составе Лесного муниципального округа. 

## Население
| 1859 | 1889 | 1919 | 1997 | 2002 | 2008 | 2010 |
| ---- | ---- | ---- | ---- | ---- | ---- | ---- |
| 111  | ↘104 | ↗119 | ↗179 | ↘160 | ↘158 | ↘131 |

Население по переписи 2002 — 160 человек, 71 мужчина, 89 женщин.

## Достопримечательности
В селе расположена недействующая деревянная Церковь Спаса Нерукотворного Образа (1770).